# Cellorigo
Cellorigo est une commune de la communauté autonome de La Rioja, en Espagne.

## Démographie
| 1900 | 1910 | 1920 | 1930 | 1940 | 1950 | 1960 | 1970 | 1981 |
| ---- | ---- | ---- | ---- | ---- | ---- | ---- | ---- | ---- |
| 205  | 162  | 150  | 170  | 132  | 109  | 92   | 57   | 29   |

| 1991 | 2001 | 2010 | - | - | - | - | - | - |
| ---- | ---- | ---- | - | - | - | - | - | - |
| 16   | 21   | 13   | - | - | - | - | - | - |

## Administration

### Conseil municipal
La ville de Cellorigo comptait 11 habitants aux élections municipales du 26 mai 2019. Son conseil municipal (en espagnol : Pleno del Ayuntamiento) se compose donc de 2 élus.
| Parti | Parti                                    | Voix | %    | Élus  |
| ----- | ---------------------------------------- | ---- | ---- | ----- |
|       | Parti socialiste ouvrier espagnol (PSOE) | 7    | 70 % | 1 / 2 |
|       | Parti populaire (PP)                     | 3    | 30 % | 1 / 2 |

### Liste des maires
| Mandat    | Maire | Maire                                                  | Parti |
| --------- | ----- | ------------------------------------------------------ | ----- |
| 1979-1983 |       | Serapio López de Silanes Ruiz                          | CD    |
| 1983-1987 |       | ?                                                      | AP    |
| 1987-1991 |       | José Salvador López de Silanes Fernández de Valderrama | CDS   |
| 1991-1995 |       | José Salvador López de Silanes Fernández de Valderrama | PSOE  |
| 1995-1999 |       | José Salvador López de Silanes Fernández de Valderrama | PSOE  |
| 1999-2003 |       | Isidro Busto López de Silanes                          | PP    |
| 2003-2007 |       | José Ignacio López de Silanes Fernández de Valderrama  | PP    |
| 2007-2011 |       | Isidro Busto López de Silanes                          | PP    |
| 2011-2015 |       | José Salvador López de Silanes Fernández de Valderrama | PSOE  |
| 2015-2019 |       | Isidro Busto López de Silanes                          | PP    |
| 2019-2023 |       | José Salvador López de Silanes Fernández de Valderrama | PSOE  |